# Гладковицька сільська територіальна громада
Гладковицька сільська територіальна громада — територіальна громада в Україні, у Коростенському районі Житомирської області з адміністративним центром в селі Гладковичі.

## Загальна інформація
Площа громади — 185,5 км², населення — 4 882 особи, з них: міське — 2 392 особи, сільське — 2 490 осіб (2020 р.).

## Населені пункти
До складу громади входять селища (Кварцитне, Магдин) та села Гладковицька Кам'янка, Гладковичі, Гусарівка, Збраньківці, Кам'янівка, Личмани, Радчиці, Сташки і Товкачі.

## Старостинські округи
- Першотравневий (селище Першотравневе, села Кам'янка, Збраньківці, Личмани, селище Магдин)[1].

## Історія
Утворена відповідно до розпорядження Кабінету Міністрів України № 711-р від 12 червня 2020 року «Про визначення адміністративних центрів та затвердження територій територіальних громад Житомирської області», шляхом об'єднання Першотравневої селищної та Гладковицької і Колесниківської сільських рад Овруцького району Житомирської області.